# The Yellow Shark
The Yellow Shark és un àlbum de música d'orquestra del músic estatunidenc Frank Zappa. És l'últim album aparegut en vida de Zappa. Està extret d'una gravació que va efectuar el grup Ensemble Modern en un concert a Alemanya el 1992.

## Llista de cançons
1. "Intro" – 1:43
2. "Dog Breath Variations" – 2:07
3. "Uncle Meat" – 3:24
4. "Outrage at Valdez" – 3:27
5. "Times Beach II" – 7:31
6. "III Revised" – 1:45
7. "The Girl in the Magnesium Dress" – 4:33
8. "Be-Bop Tango" – 3:43
9. "Ruth Is Sleeping" – 5:56
10. "None of the Above" – 2:17
11. "Pentagon Afternoon" – 2:28
12. "Questi Cazzi Di Piccione" – 3:03
13. "Times Beach III" – 4:26
14. "Food Gathering in Post-Industrial America, 1992" – 2:52
15. "Welcome to the United States" – 6:39
16. "Pound for a Brown" – 2:12
17. "Exercise, No. 4" – 1:37
18. "Get Whitey" – 7:00
19. "G-Spot Tornado" – 5:17